# رولف گلتس
رولف گلتس (انگلیسی: Rolf Gölz؛ زادهٔ ۲۰ سپتامبر ۱۹۶۲) دوچرخه‌سوار اهل آلمان است.
وی در مسابقات کشوری و بین‌المللی در مجموع برندهٔ ۱ مدال نقره، ۱ مدال برنز شده‌است.